# Harriët Balfour
Harriët Balfour, también conocida como Henriette Schoonebeek y Harriët Kirke (Berbice, 1818 - Nickerie, 3 de diciembre de 1858) fue una esclava liberada nacida en la antigua Guyana británica.

## Biografía
Balfour era hija de una mujer esclava y de James Balfour, médico y dueño de una plantación, originario de Dalgety Bay, Escocia. Fue mencionada por primera vez en los registros de esclavos de Berbice el 1 de febrero de 1819, cuyos datos eran "Premiere, ½ año, madre: Diena", lo que significa que nació en julio o agosto de 1818. James Balfour estaba en ese momento practicando la medicina en la colonia británica de Berbice. Su madre, Diena, está registrada como una trabajadora agrícola negra de 21 años, esclava perteneciente al holandés Jan van der Woordt, quien había sido el primer propietario de la plantación de Woordtsburg. Cuando James Balfour se mudó a Nickerie para administrar la plantación de Waterloo en 1819, indicó que el nombre de la niña era Premiere o Harriët.

A fines de la década de 1830, James Balfour era propietario de 700 esclavos y vivía en la plantación de Waterloo con Harriët.
"Un soldado alemán, August Kappler, que visitó a Balfour en la plantación de Waterloo en 1838, lo describió como un hombre excéntrico 'que tenía una riqueza inconmensurable y siempre estaba trabajando para obtener más' pero que, a pesar de su éxito, vivía 'solo, sin esposa o hijos, excepto un mulato, que engendró con una de sus esclavas'"
Nacida como esclava y criada en la colonia holandesa de Surinam, Harriët Balfour permaneció esclavizada incluso después de la emancipación de los esclavos en las colonias británicas en 1834, específicamente hasta que su padre murió en 1841. El funeral de su padre consistió en un banquete presidido por sus restos en un ataúd, al que fueron invitadas todas las personas importantes de Nickerie. Luego fue enterrado en una tumba de ladrillo, colocada entre el ingenio azucarero y las casas de los esclavos, para que los esclavos siguieran pasando junto a él todos los días. Una vez al año, se abría y limpiaba la tumba hasta que Amir Sankar, propietario de Waterloo desde 1936, decidió dejar de celebrar la ceremonia.
El día antes de su muerte, Balfour publicó una solicitud oficial para liberar a Harriët de la esclavitud. Murió el 13 de julio de 1841 y la manumisión de Harriët se concedió el 4 de agosto. Después de la muerte de su padre, a Harriët se le dio brevemente el apellido holandés de Schoonebeek, un registro detalló su nombre como Henriette Schoonebeek. Jan van Schoonenbeek fue inspector de la plantación de Woordtsburg, en Berbice, donde ella nació. El 29 de diciembre de 1841, su nombre fue cambiado oficialmente a Harriët Balfour.
Se casó con su primo hermano, David Kirke, a principios de 1842 y viajó con él a Escocia. Tuvo dos hijas, pero ambas murieron jóvenes.
Luego, la pareja regresó a Nickerie en 1848 y tuvieron un hijo, James, quien murió cuando tenía tres años.

## Muerte y legado
Harriët Balfour murió en Nickerie el 3 de diciembre de 1858. Su esposo había muerto en enero de 1850.
Un monumento a la familia Kirke la conmemora a ella, a su esposo e hijos y se encuentra en Cairneyhill, Fife.